# Slag om de Schelde
De Slag om de Schelde was een militaire operatie in het noorden van België en het zuidwesten van Nederland aan het einde van de Tweede Wereldoorlog. Deze slag was de grootste operatie op Nederlands grondgebied tijdens de Tweede Wereldoorlog. De geallieerden wilden de Scheldemonding vrij maken van strijdkrachten van nazi-Duitsland zodat Antwerpen de belangrijke geallieerde aanvoerhaven zou worden voor de geallieerde legers. De stad Antwerpen was al bevrijd voor Operatie Market Garden maar het gebied van de Scheldemonding tot de stad nog niet. De bevrijding van de Scheldemonding werd opgedragen aan het Canadese 1e Leger, en zou vitaal zijn voor de geplande doorbraak door de Siegfriedlinie, aangezien de geallieerde bevoorradingslijnen nog steeds terugliepen tot aan de landingsstranden in Normandië.
Na vijf weken met enkele van de moeilijkste gevechten uit de gehele oorlog, waaronder een aantal amfibische landingen en aanvallen over open terrein, werd de slag gewonnen door de Canadezen, Polen en Britten van het Canadese 1e Leger, het Franse 1er Bataillon Fusiliers Marins Commando onder bevel van kapitein Philippe Kieffer en Belgische, Nederlandse en Noorse commando's van No. 10 (Inter-Allied) Commando. 
Drie weken later werd de haven van Antwerpen geopend voor de geallieerde scheepvaart. Hoewel deze slag minder bekend is dan andere veldslagen, was hij essentieel om de geallieerde legers van voorraden te voorzien waarmee de operatie op het front in West-Europa kon worden voortgezet.

## Noodzaak
Op 6 juni 1944 (D-day) landden geallieerde strijdkrachten, waaronder de Canadese 3e Infanteriedivisie en de Canadese 2e pantserbrigade van het Canadese 1e Leger, op Juno Beach in Normandië in Frankrijk.
Na de uitbraak uit het Normandische bruggenhoofd leverde het Canadese 1e Leger slag om Caen en Falaise en de Zak van Falaise. Terwijl het aantal geallieerde troepen aangroeide tot honderdduizenden, kreeg het Canadese 1e Leger de taak de kustgebieden te bevrijden van Duitse troepen en de kanaalhavens te openen voor de geallieerde scheepvaart.
Aan de linkerflank van het geallieerde leger vechtend, rukten de Canadezen snel op richting België. Begin september werden de Canadezen welkom geheten in Dieppe. Ze lieten enkele eenheden achter ter beveiliging van de havens, en rukten op naar Oostende, Brugge en Gent in België.
Per 1 oktober waren de havensteden Boulogne, Cap Gris-Nez, Calais en Duinkerke in geallieerde handen. De Canadezen schakelden ook de V1- en V2-lanceerplaatsen aan de Kanaalkust uit, waarmee een einde kwam aan de beschietingen op Zuid-Engeland. De Duitsers hadden echter de havenfaciliteiten in deze havenplaatsen grondig onbruikbaar gemaakt.
Ondertussen was het Britse Tweede Leger opgerukt tot in Zuid-Nederland. Op 17 september landden een Britse en twee Amerikaanse luchtlandingsdivisies, samen met een Poolse brigade, achter de Duitse linies bij Eindhoven, Nijmegen en Arnhem. Deze landingen, codenaam Operatie Market Garden, hadden als doel een brug over de Rijn bij Arnhem in handen te krijgen en door te stoten naar het Duitse Ruhrgebied. De operatie mislukte, bij Arnhem werden 1.400 van de 11.000 gelande Britten gedood en werd ruim 6.000 man krijgsgevangen gemaakt. De hoop op een spoedig einde van de oorlog vervloog.
Het veroveren van een belangrijke havenstad werd nu een topprioriteit met de lange aanvoerlijnen en de winter in het vooruitzicht. Het Britse Tweede Leger had Antwerpen met haar havens op 4 september nog bijna intact in handen kunnen krijgen. De haven van Antwerpen, de tweede haven van Europa, met 45 km aan dokken en kades, zou een ideale aanvoerhaven zijn voor de geallieerde bevoorrading. En omdat de belangrijkste aanvoerlijnen nog steeds terugliepen naar Normandië, werd het openen van de Antwerpse haven iedere dag belangrijker.
De Duitsers beheersten echter nog de oevers van de Westerschelde, de zeearm tussen Antwerpen en de Noordzee. Het zou nodig zijn om beide zijden van de toegangsweg in handen te krijgen. Het zou een van de zwaarste operaties worden uit de Tweede Wereldoorlog, omdat Hitler persoonlijk opdracht had gegeven om "mit allen denkbaren Mitteln die Westerschelde zu sperren". Betoonde lafheid zou worden bestraft.

## Openen van de Westerschelde
Op 12 oktober 1944 kreeg het Canadese 1e Leger onder commando van luitenant-generaal Guy Simonds (in plaats van generaal H.D.G. Crerar die ernstig ziek in Engeland zat), de taak de Scheldemonding van Duitse troepen te zuiveren.
Het Eerste Leger bestond uit het Canadese 2e Legerkorps (met daarin onder andere de Poolse 1e Pantserdivisie, de Britse 49e Infanteriedivisie en de Britse 52e (Laagland) Divisie) en het Britse 1e Legerkorps.
De unieke geografie zorgde voor bijzondere uitdagingen. Het plan voor de opening van de Scheldemonding bestond uit vier operaties. De eerste operatie was het bevrijden van het gebied ten noorden van Antwerpen om de toegang tot het schiereiland Zuid-Beveland veilig te stellen. De tweede was het opruimen van de "Breskens pocket" ten noorden van het Leopoldkanaal ("Operatie Switchback"). De derde, "Operatie Vitality", was de verovering van Zuid-Beveland. De slotfase ("Operatie Infatuate") zou de verovering van Walcheren zijn, dat door de Duitsers in een sterke vesting was veranderd.

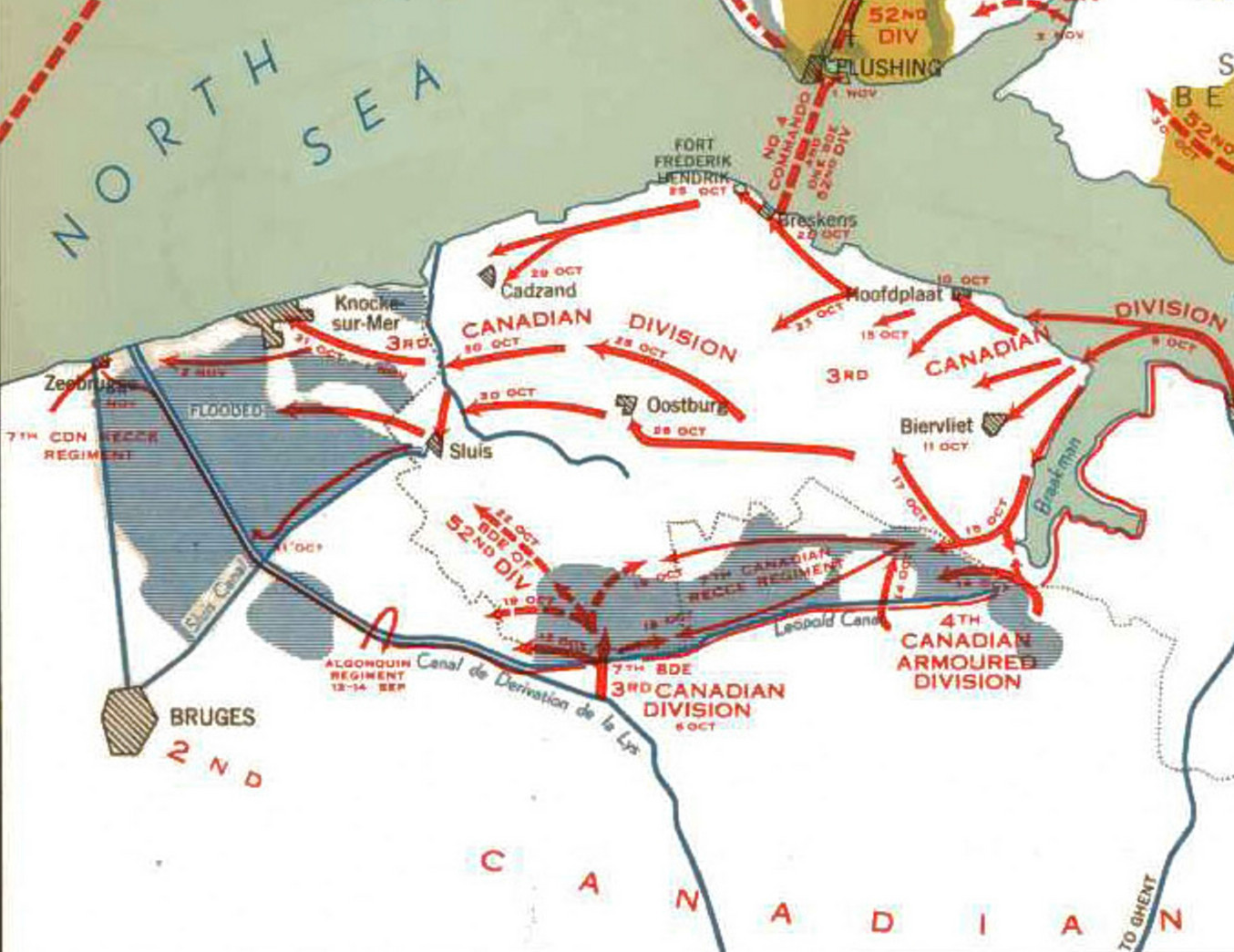
"Breskens pocket"

Op 21 september trok de Canadese 4e Pantserdivisie noordwaarts, ruwweg langs de lijn Gent - Terneuzen. Het had de taak om de zogenoemde "Breskens pocket" op te ruimen, een gebied rond Breskens dat nog in Duitse handen was. De Poolse 1e Pantserdivisie trok meer oostwaarts naar de Belgisch-Nederlandse grens voor het cruciale gebied ten noorden van Antwerpen.
De 4e Pantserdivisie was opgetrokken vanuit een met veel inspanning veroverd bruggenhoofd over het Kanaal Gent-Brugge bij Moerbrugge. Ze kwamen hier als eerste geallieerde troepen tegenover de formidabele hindernis van de dubbele linie van het Leopoldkanaal en het Afleidingskanaal van de Leie, vlak langs de Nederlandse grens.
In de buurt van Moerkerke werd een aanval georganiseerd. De kanalen werden overgestoken en een bruggenhoofd gevestigd, maar felle Duitse tegenaanvallen joegen de Canadezen met zware verliezen terug.
Naar het oosten had de Poolse 1e Pantserdivisie meer succes terwijl ze van Gent naar het noordoosten trokken. In een landschap dat voor tanks niet geschikt is, en tegenover toenemende tegenstand, slaagden ze erin op 20 september de kust van de Westerschelde te bereiken. Ze konden Terneuzen en de zuidoever van de Schelde tot aan Antwerpen bevrijden.
Deze resultaten verhelderden ook de situatie tegenover het Canadese 1e Leger. Elke grond die verder op de Duitsers veroverd kon worden, zou ten koste van zware verliezen gaan. Het was ook duidelijk dat de "Breskens pocket" sterk verdedigd werd en liep van de kust bij Zeebrugge tot de Braakman, een zeearm aan de zuidoever van de Westerschelde ten oosten van Breskens. Landinwaarts liep ze tot aan het Leopoldkanaal.

### Gevechten ten noorden van Antwerpen
Op 2 oktober begon de 2e Canadese Infanteriedivisie op te trekken vanuit Antwerpen om de toegang tot Zuid-Beveland te bereiken en dat te veroveren.
Ondanks sterke tegenstand leek het doel van de eerste fase, het dorpje Woensdrecht, op 6 oktober binnen bereik, men was Woensdrecht tot op 5 km genaderd. De Duitsers bleken echter vastbesloten Woensdrecht als toegang tot Zuid-Beveland en Walcheren te verdedigen.
De Canadezen leden zware verliezen toen ze over open, geïnundeerd land aanvielen. Stromende regen, boobytraps en landmijnen maakten oprukken erg moeilijk. Op 13 oktober leed het Black Watch Battalion van de Canadese 5e Infanteriebrigade in felle gevechten zulke zware verliezen dat het bijna ophield te bestaan. Deze slachting staat in de Canadese militaire annalen bekend als "Black Friday" (zwarte vrijdag).
Op 16 oktober werd de slotaanval op Woensdrecht ingezet, met steun van een immense artilleriebeschieting. Woensdrecht en het naburige dorp Hoogerheide werden hierbij grotendeels verwoest. Terwijl de geallieerde artillerie de beschieting uitvoerde, soms maar enkele meters van de posities van de geallieerde troepen, vielen de Duitsers terug. Woensdrecht werd ingenomen en veiliggesteld, de Duitse troepen op Zuid-Beveland en Walcheren waren bijna van het vasteland afgesneden en de Canadezen hadden hun eerste doel bereikt. Ze hadden hiervoor echter wel een zware prijs betaald.
Op dit punt van de campagne was de uitdaging voor een ieder duidelijk. Veldmaarschalk Bernard Montgomery bepaalde dat de opening van de Scheldemonding topprioriteit had. In het oosten viel het Britse Tweede Leger richting westen aan om het gebied ten zuiden van de Maas van Duitse troepen te zuiveren. Dit beschermde de ten koste van zware verliezen gewonnen toegang tot Zuid-Beveland tegen Duitse aanvallen.
Onderwijl concentreerde Luitenant-generaal Simonds zich op het gebied ten noorden van Zuid-Beveland. De Canadese 4e Pantserdivisie die bij het Leopoldkanaal had gevochten, trok op naar Bergen op Zoom. Tegen 24 oktober was Zuid-Beveland volkomen afgesloten.

### Operatie Switchback
De tweede hoofdoperatie van de Strijd om de Schelde was het opruimen van de "Breskens pocket", de Duitse verdedigingswerken om Breskens. Deze operatie opende met felle gevechten op de zuidelijke Scheldeoever. De Canadese 3e Infanteriedivisie stuitte op taai en fel Duits verzet toen zij het Leopoldkanaal probeerden over te steken.
De eerdere poging door de Canadese 4e Pantserdivisie om het kanaal vanuit Antwerpen over te steken had reeds aangetoond tegenover welke problemen zij stonden. Naast de formidabele uitdaging om zowel het Leopoldkanaal als het Afleidingskanaal van de Leie over te steken, was veel van het land onder water gezet. Het ondergelopen terrein verborg de vijandelijke stellingen voor de infanterie, waardoor luchtverkenning van de vijandelijke posities een absolute noodzaak was. Op basis van deze verkenningen werd besloten dat een oversteek slechts op enkele plaatsen haalbaar was.
Na analyse werd gekozen voor de plaats net ten oosten van de plek waar de twee kanalen uiteengingen. Dit was een driehoekige strook droge grond langs het Leopoldkanaal met de basis bij Maldegem - Aardenburg en de top bij het dorpje Moershoofde, vijf kilometer oostelijker. Het was slechts een paar honderd meter breed, en de noordgrens viel samen met de Belgisch-Nederlandse grens.
De aanval werd uitgevoerd in twee stappen. De 7e Brigade van de Canadese 3e Infanteriedivisie maakte de eerste oversteek over het Leopoldkanaal, terwijl de 9e Brigade de aanval over de noordelijke of kustzijde van de driehoek uitvoerde. De aanval begon op 6 oktober met ondersteuning van artillerie en Canadese Wasps (Universal Carrier) die met vlammenwerpers waren uitgerust. De Wasps lanceerden hun muur van vuur over het Leopoldkanaal, hierdoor de troepen van de 7e Brigade in staat stellend de steile oevers op te klimmen en met hun aanvalsboten het kanaal over te steken.
Twee kleine bruggenhoofden werden gevestigd, maar de situatie van de Canadese troepen daar werd verschrikkelijk toen de Duitsers zich van de schok van de vlammenwerpers herstelden en tegenaanvallen uitvoerden. De soldaten hielden verbeten stand in hun kwetsbare bruggenhoofden. Tegen 9 oktober was het gat tussen de twee bruggenhoofden gesloten, en op 12 oktober werd een positie aan de andere kant van de weg naar Aardenburg bereikt.
De Canadese 9de Brigade voerde een amfibische operatie met Terrapin en Buffalo amfibische voertuigen uit. Deze werden bemand door het Britse 5th Assault Regiment van de Royal Engineers. De brigade had gepland om de monding van de Braakman in amfibische voertuigen over te steken en in de omgeving van Hoofdplaat te landen. Door op deze wijze aan de achterzijde van de Breskens pocket te landen, zou men daar druk op de Duitsers uitoefenen.
Moeilijkheden om de voertuigen door de kanalen te loodsen zorgden voor een vertraging van 24 uur. Desondanks werden de Duitsers verrast en werd een bruggenhoofd gevestigd. Ook hier herstelden de Duitsers zich snel van de verrassing en voerden al snel felle tegenaanvallen uit.
De Canadese 10e Brigade van de 4e pantserdivisie stak het Leopoldkanaal over en vorderde tot de Isabellapolder. Hierna werd de Canadese 8e Brigade van de 3e Infanteriedivisie ingezet om het gebied naar het zuiden van de pocket in handen te krijgen. Dit opende een aanvoerroute over land.
Ondanks deze winst moest de 3e Infanteriedivisie nog harde gevechten leveren om de plaatsen Breskens, Fort Frederik Hendrik, Oostburg, Zuidzande en Cadzand van de Duitsers te bevrijden. Toen tussen 1 en 3 november het Canadese 1e Leger de plaatsen Knokke, Heist en Zeebrugge bevrijdde, kon de Operatie "Switchback" beëindigd worden verklaard.
Een overzicht van deze operatie is te vinden in het For Freedom Museum in Ramskapelle (Knokke-Heist).

### Operatie Vitality
De derde operatie van deze strijd was een aanval op Zuid-Beveland. Het bestond uit operatie Vitality I, een opmars vanuit Noord-Brabant en operatie Vitality ll, een landing op de kust van Zuid-Beveland.
Operatie Vitality I begon op 24 oktober met een aanval door de 2e Canadese Infanteriedivisie vanuit haar bruggenhoofd naar Zuid-Beveland. De Canadezen hadden gehoopt hier snel op te kunnen rukken, tegenstand te kunnen omtrekken en bruggen over het Kanaal door Zuid-Beveland in handen te krijgen. Maar ook hier werd de opmars vertraagd door modder, mijnen en een hardnekkige Duitse verdediging. De Canadese 6e Infanteriebrigade begon een frontale aanval in aanvalsboten. De genietroepen waren in staat langs de hoofdweg een brug over het kanaal te leggen.
Ondertussen voerde de 52e (Laagland) Divisie met operatie Vitality II een amfibische aanval over de Westerschelde uit om achter de sterke Duitse verdediging van het Kanaal door bij de dorpen Baarland en Hoedekenskerke (Green Beach en Amber Beach) op Zuid-Beveland te landen. 
Deze formidabele verdediging werd op deze wijze omtrokken. Toen de kanaallinie doorbroken was, verbrokkelde de Duitse tegenstand op Zuid-Beveland. De derde fase van de strijd om de Schelde was hiermee voltooid.

### Operatie Infatuate
De vierde fase van de strijd om de Scheldemonding betrof de bevrijding van Walcheren, het laatste stuk land langs de Scheldemonding dat nog in Duitse handen was. De Duitse verdedigingswerken op het eiland waren extreem sterk. De enige toegangsweg over land was de Sloedam die het eiland met Zuid-Beveland verbond. De aan de dam grenzende slikken en schorren waren te modderig voor een aanval te voet, maar ook bij vloed te ondiep voor amfibische voertuigen. De R.A.F. voerde eerder meer dan 600 aanvalsvluchten uit om de Duitse artillerie en versterkingen uit te schakelen, maar tevergeefs. Het geallieerde opperbevel besloot de dijken van Walcheren door de R.A.F. te laten bombarderen. Hierdoor kwamen grote delen van Walcheren onder water te staan (zie Inundatie van Walcheren), maar werd het gebruik van amfibische voertuigen op het eiland mogelijk. De burgerbevolking werd van tevoren met pamfletten gewaarschuwd. Toch vielen er door de bombardementen en het zeewater nog vele slachtoffers.
De daaropvolgende aanval werd van drie zijden gelijktijdig uitgevoerd: over de Sloedam (Slag om de Sloedam) vanuit het oosten, over de Westerschelde vanuit het zuiden (Vlissingen) en over de zee vanuit het westen (Westkapelle). De Canadese troepen vielen twee dagen lang tevergeefs aan over de Sloedam. Pas op de derde dag konden zij een klein bruggenhoofd vestigen. Van hieraf nam de 52e (Laagland) Divisie de gevechten over. De Canadese 2e Infanteriedivisie viel op 31 oktober vanuit Zuid-Beveland aan.
De Canadese en Franse troepen landden bij Vlissingen. Na een grimmige strijd werd een kwetsbaar bruggenhoofd gevestigd. Bij Westkapelle werd een landing vanuit zee uitgevoerd. Doordat vanuit zware Duitse bunkers vele beschietingen uitgevoerd werden op de naderende Britse landingsvloot, zijn er vele Britse, Belgische en Noorse commando's gesneuveld en landingsschepen gezonken. Britse strijders noemden dit ook het 'de tweede D-day'. Tot op heden liggen er nog vele landingsschepen, amfibievoertuigen en tanks op de zeebodem.
Met steun van de landingen over het water zette de Britse 52e Divisie de opmars voort. Op 6 november viel Middelburg, op 8 november eindigde alle Duitse tegenstand op het eiland.
Ondertussen was de 4e Canadese Pantserdivisie opgerukt voorbij Bergen op Zoom naar Sint Philipsland. In de haven van het Zijpe bracht het verschillende schepen met Duitse vlag tot zinken.
Met deze operatie was de gehele Westerscheldeoever in geallieerde handen. Men begon de Schelde en Westerschelde mijnenvrij te maken. Op 28 november voer het eerste konvooi de haven van Antwerpen binnen, geleid door het in Canada gebouwde vrachtschip Fort Cataraqui.

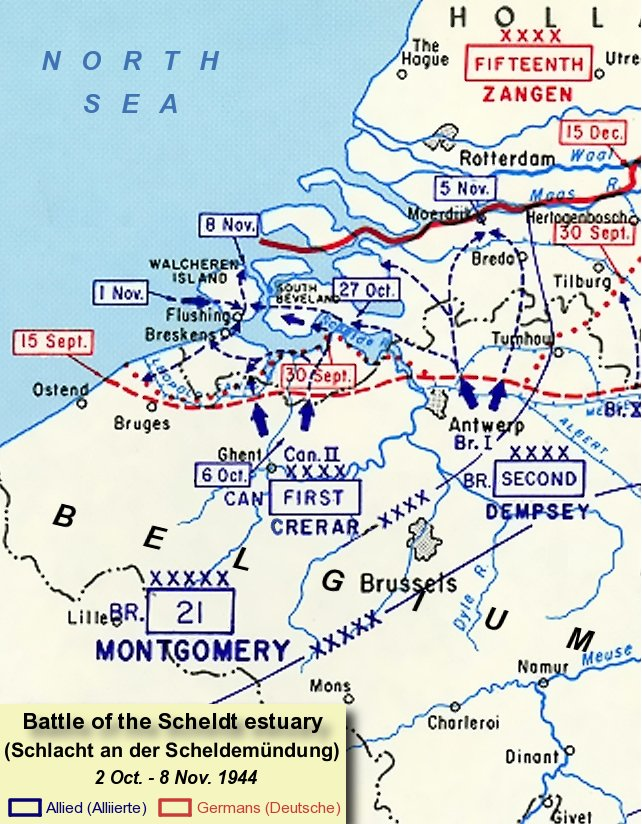
Kaart met het front

### Rol van het verzet bij de Slag om de Schelde
De radiodienst in de verschillende districten van Gewest 15 van de Ordedienst (OD) in Zeeland heeft ten tijde dat geallieerde troepen door Zeeuws-Vlaanderen en Zuid-Beveland naar Walcheren oprukten, gewichtige diensten bewezen. Via de geheime zenders werden militaire inlichtingen over Duitse stellingen aan de geallieerden doorgegeven die voor de oorlogsvoering van belang bleken. De verbindingsofficier van de Staf van Gewest 15, Cor Antheunisse – die bemiddeld heeft bij het opzetten van deze radiodienst van de OD in Zeeland, kreeg hiervoor in 1952 het Kruis van Verdienste uitgereikt.
Verzetsstrijders van de OD van de groep Kloosterman hebben bij de Slag om de Sloedam op verschillende manieren de Canadezen geholpen. Door hen de weg te wijzen, hen te waarschuwen voor stellingen van de Wehrmacht en door zelf mee te vechten. Ook hebben de verzetsstrijders Duitse soldaten gevangen genomen.

## Afronding
De Canadese militairen kregen door hun gevechten in deze waterige terreinen de bijnaam "waterratten". De combinatie van uitgebreide Duitse fortificaties en onder water gezet, modderig terrein leidde tot afschuwelijke, bloedige gevechten.
Veldmaarschalk Bernard Montgomery merkte op: "De Canadezen hebben zich magnifieke vechtjassen betoond. Het vrijmaken van de Schelde was een taak die alleen door eerste klas troepen kon worden uitgevoerd. Tweede klas troepen zouden gefaald hebben."
Sommige historici beschouwen het terrein waar de gevechten werden geleverd als het moeilijkste gevechtsterrein uit de gehele Tweede Wereldoorlog. Aan het eind van het vijf weken durende offensief had het winnende Canadese 1e Leger 41.043 gevangenen gemaakt, maar 12.873 man verloren (gedood, gewond of vermist), waaronder 6.367 Canadezen.

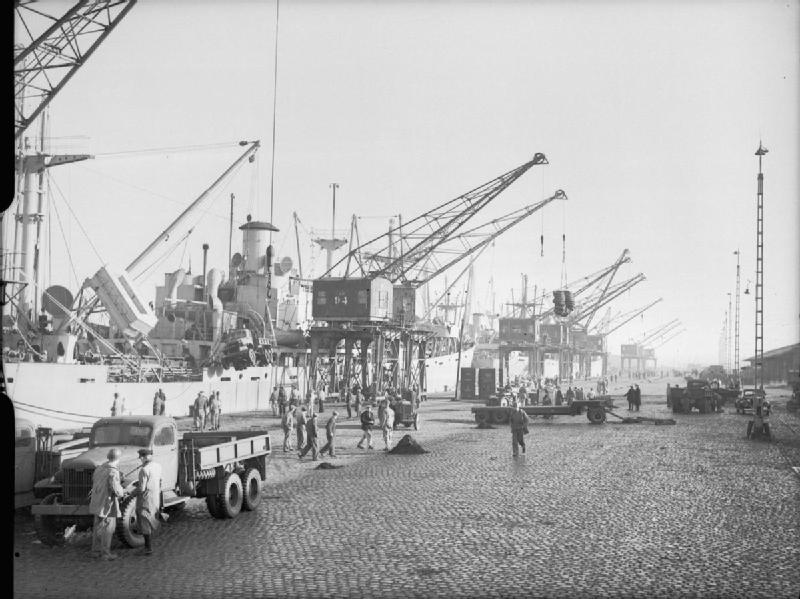
Het eerste konvooi dat Antwerpen bereikte op 28 november wordt uitgeladen in de Antwerpse haven

Het eerste konvooi op 28 november was het begin van een continue stroom van bevoorrading. Hiermee kon de vastgelopen aanval op de Duitse Siegfriedlinie nieuw leven worden ingeblazen.
Duitsland onderkende het belang van de beschikbaarheid van een diepwaterhaven voor de geallieerden. In een poging deze te vernietigen, vuurden zij op Antwerpen meer V2-raketten af dan op enige andere stad. In feite werd bijna de helft van alle tijdens de Tweede Wereldoorlog gelanceerde V2s op Antwerpen afgevuurd. De haven van Antwerpen was strategisch zo belangrijk, dat zij een van de hoofddoelen van het Ardennenoffensief was.
De geallieerde opperbevelhebber generaal Dwight D. Eisenhower zei, "het einde van het nazidom kwam duidelijk in zicht toen het eerste schip ongehinderd de Schelde opvoer."

## Museum
De herinnering aan de slag wordt levend gehouden in het For Freedom Museum in Ramskapelle, opgericht in 2009. In Nederland wordt onder andere in het Bevrijdingsmuseum Zeeland in Nieuwdorp de herinnering aan de slag levend gehouden.